# Зоммерланд
Зоммерланд (нем. Sommerland) — община в Германии, в земле Шлезвиг-Гольштейн. 
Входит в состав района Штайнбург. Подчиняется управлению Хорст.  Население составляет 820 человек (на 31 декабря 2010 года). Занимает площадь 18,75 км².
Коммуна подразделяется на 5 сельских округов.